# Уст Илимск
Уст Илимск (на руски: Усть-Илимск) е град в Иркутска област, Русия, административен център на Уст Илимски район, без да е част от него. Населението му към 1 януари 2018 г. е 81 976 души.
Разположен е на 300 m надморска височина в Средносибирското плато, по бреговете на река Ангара. Градът се намира на 630 km северно от Иркутск и на приблизително същото разстояние североизточно от Красноярск.
Основан е през 1966 година, когато там започва строителството на язовирна стена, преграждаща Ангара.